# Rebecca Ream
Rebecca Ream (Los Angeles, 1975) è un'ex modella statunitense naturalizzata italiana.

## Biografia
Inizia a lavorare come modella all'età di 16 anni, dopo essersi trasferita in Italia e aver ottenuto un contratto presso l'agenzia Elite Model Management. Nel 1998, dopo diversi anni di carriera nel mondo della moda, incide un singolo di musica house, Imagination, riproposto poi in varie compilation del tempo.
Diventa popolare in Italia, di cui otterrà anche al cittadinanza, grazie alla conduzione dell'ultima edizione del programma televisivo Colpo di fulmine nella stagione televisiva 1998-1999. È stata anche protagonista di diversi spot pubblicitari, tra cui quelli di Lancia Y, Campari (divenuto molto noto il suo slogan «Welcome to Paradise») e Coca-Cola.
Chiusa la sua esperienza nel mondo dello spettacolo italiano, fa ritorno in California, dove diviene make-up artist e imprenditrice nel campo alimentare.